# Marie-Rose Gineste
Marie-Rose Gineste, née le 10 août 1911 à Canals et morte le 28 août 2010 à Montauban, est une résistante catholique française.

## Biographie
Marie-Rose Gineste est originaire d'une famille paysanne catholique qui déménage à Montauban au cours des années 1930. Elle y travaille comme couturière, puis comme assistante sociale. Elle s'engage aussi dans le syndicalisme. Très pratiquante, Gineste s'implique dans la résistance chrétienne dès août 1940. Secrétaire du secrétariat social de Montauban, elle en fait « un pôle de résistance spirituelle » alors même que le siège de la Gestapo dans la ville est installé à seulement quelques centaines de mètres. Elle fait diffuser clandestinement les premiers exemplaires de Témoignage chrétien et de Combat, dont elle devient la directrice départementale, ce qui est une chose rare pour une femme. Elle fait aussi fabriquer de faux papiers, une activité qu'elle continuera tout au long de la guerre.
En août 1942, elle aide l'évêque de Montauban Pierre-Marie Théas à diffuser sa lettre pastorale appelant les fidèles catholiques à s'opposer aux rafles de juifs et à aider les persécutés. Consciente que la poste censurera la lettre, elle se propose pour en distribuer des copies à toutes les églises du diocèse de Montauban (à l'exception de l'une d'entre elles dont le curé ne lui inspire pas confiance) . Afin que la lettre, écrite en réaction à la rafle du 26 août, puisse être lue en chaire pour le dimanche du 30 août, Gineste parcourt des centaines de kilomètres en quelques jours. Elle aide l'évêque à cacher des enfants dans différents établissements religieux de la région. Toujours avec sa bicyclette, elle fait régulièrement, avec l'aide notamment de l'abbé Corvin la liaison entre l'Armée Secrète et le maquis d'Ornano, composé de réfractaires au STO.
Après la guerre, elle est nommée membre du Conseil départemental de Libération du Tarn-et-Garonne.

## Décorations
- Officier de la Légion d'honneur (1993)
- Médaille de la Résistance française (décret du 3 janvier 1946)[8]

## Hommages
Le vélo de Marie-Rose Gineste est exposé au mémorial Yad Vashem. Ce même centre lui a accordé le titre de Juste parmi les nations en 1985.
Une rue à Montauban et une à Toulouse portent son nom.

## Filmographie
- Peter Bogdanovitch, Stories of Courage: Two women, téléfilm de 1 h 35min, 1997.